# Elecciones municipales de Moyobamba de 2010
Las elecciones municipales de Moyobamba de 2010 se llevaron a cabo el 3 de octubre de 2010 para elegir al alcalde y al Concejo Provincial de Moyobamba para el periodo 2011-2014. La elección se celebró simultáneamente con elecciones regionales y municipales (provinciales y distritales) en todo el Perú.

## Sistema electoral
La Municipalidad Provincial de Moyobamba es el órgano administrativo y de gobierno de la provincia de Moyobamba. Está compuesta por el alcalde y el Concejo Provincial.
La votación del alcalde y el concejo se realiza en base al sufragio universal, que comprende a todos los ciudadanos nacionales mayores de dieciocho años, empadronados y residentes en la provincia de Moyobamba y en pleno goce de sus derechos políticos, así como a los ciudadanos no nacionales residentes y empadronados en la provincia de Moyobamba.
El Concejo Provincial de Moyobamba está compuesto por 11 regidores elegidos por sufragio directo para un período de cuatro (4) años, en forma conjunta con la elección del alcalde (quien lo preside). La votación es por lista cerrada y bloqueada. Se asigna a la lista ganadora los escaños según el método d'Hondt o la mitad más uno, lo que más le favorezca.

## Composición del Concejo Provincial de Moyobamba
La siguiente tabla muestra la composición del Concejo Provincial de Moyobamba antes de las elecciones.
| Partidos | Partidos                           | Regidores |
| -------- | ---------------------------------- | --------- |
|          | Acción Regional                    | 7         |
|          | Partido Aprista Peruano            | 2         |
|          | Nueva Amazonía                     | 1         |
|          | Movimiento Político Regional IDEAS | 1         |

## Partidos y candidatos
A continuación se muestra una lista de los principales partidos y alianzas electorales que participaron en las elecciones:
| Candidatura | Candidatura | Partidos y alianzas                    | Candidatos | Candidatos                     | Ideología                                                          | Resultado previo | Resultado previo | Ref. |
| Candidatura | Candidatura | Partidos y alianzas                    | Candidatos | Candidatos                     | Ideología                                                          | Votos (%)        | Reg.             | Ref. |
| ----------- | ----------- | -------------------------------------- | ---------- | ------------------------------ | ------------------------------------------------------------------ | ---------------- | ---------------- | ---- |
|             | AR          | Lista - Acción Regional (AR)           |            | Telésforo Ramos Huancas        | Regionalismo sanmartinense                                         | 28.44%           | 7                |      |
|             | APRA        | Lista - Partido Aprista Peruano (APRA) |            | Mardonio del Castillo Reátegui | Aprismo                                                            | 23.57%           | 2                |      |
|             | NA          | Lista - Nueva Amazonía (NA)            |            | Oriel Díaz Díaz                | Regionalismo sanmartinense                                         | 20.90%           | 1                |      |
|             | APP         | Lista - Alianza para el Progreso (APP) |            | Félix Ramírez Villarreal       | Liberalismo económico Conservadurismo liberal Populismo de derecha | Nuevo            | Nuevo            |      |
|             | FDP         | Lista - Fonavistas del Perú (FDP)      |            | José Olano Mera                | Socialismo Nacionalismo de izquierda Ecologismo                    | Nuevo            | Nuevo            |      |
|             | F2011       | Lista - Fuerza 2011 (F2011)            |            | Rafael Félix Barrenechea       | Fujimorismo Conservadurismo social Populismo de derecha            | Nuevo            | Nuevo            |      |

## Resultados

### Sumario general
|                        |                                |              |              |              |           |           |  |  |
| Partidos y coaliciones | Partidos y coaliciones         | Voto popular | Voto popular | Voto popular | Regidores | Regidores |  |  |
| Partidos y coaliciones | Partidos y coaliciones         | Votos        | %            | ±pp          | Total     | +/−       |  |  |
|                        | Partido Aprista Peruano (APRA) | 16,399       | 36.25        | +12.68       | 7         | +7        |  |  |
|                        | Nueva Amazonía (NA)            | 12,467       | 27.56        | +6.66        | 2         | +2        |  |  |
|                        | Acción Regional (AR)           | 8,243        | 18.22        | –10.22       | 1         | –6        |  |  |
|                        | Fuerza 2011 (F2011)            | 5,420        | 11.98        | Nuevo        | 1         | +1        |  |  |
|                        | Alianza para el Progreso (APP) | 2,292        | 5.07         | Nuevo        | 0         | ±0        |  |  |
|                        | Fonavistas del Perú (FDP)      | 412          | 0.91         | Nuevo        | 0         | ±0        |  |  |
|                        |                                |              |              |              |           |           |  |  |
| Total                  | Total                          | 45,233       |              |              | 11        | ±0        |  |  |
|                        |                                |              |              |              |           |           |  |  |
| Votos válidos          | Votos válidos                  | 45,233       | 78.75        | –9.79        |           |           |  |  |
| Votos en blanco        | Votos en blanco                | 6,363        | 11.08        | +6.54        |           |           |  |  |
| Votos nulos            | Votos nulos                    | 5,843        | 10.17        | +3.25        |           |           |  |  |
| Votos emitidos         | Votos emitidos                 | 57,439       | 82.57        | –0.59        |           |           |  |  |
| Abstenciones           | Abstenciones                   | 12,124       | 17.43        | +0.59        |           |           |  |  |
| Votantes registrados   | Votantes registrados           | 69,563       |              |              |           |           |  |  |
|                        |                                |              |              |              |           |           |  |  |
| Fuente:                |                                |              |              |              |           |           |  |  |

## Elecciones municipales distritales

### Resultados por distrito
La siguiente tabla enumera el control de los distritos de la provincia de Moyobamba. El cambio de mando de una organización política se resalta del color de ese partido.
| Distrito  | Alcalde(sa) titular    | Partido político | Partido político        | Alcalde(sa) electo(a)     | Partido político | Partido político        |
| --------- | ---------------------- | ---------------- | ----------------------- | ------------------------- | ---------------- | ----------------------- |
| Calzada   | Hermán Navarro Guerra  |                  | Partido Aprista Peruano | Elvis Chávarri Horna      |                  | Acción Regional         |
| Habana    | Gilmer Alarcón Vásquez |                  | Nueva Amazonía          | Norman Zubiate Portollano |                  | Nueva Amazonía          |
| Jepelacio | Máximo Garro Heredia   |                  | Nueva Amazonía          | José Bardalez Dávila      |                  | Partido Aprista Peruano |
| Soritor   | Joel Sánchez Vallejos  |                  | Partido Aprista Peruano | Josué Jara Acuña          |                  | Nueva Amazonía          |
| Yantaló   | Hernando Ruiz Piña     |                  | Nueva Amazonía          | Víctor Monteza Dávila     |                  | Acción Regional         |